# Coming of Age (bài hát)
"Coming of Age" là một bài hát của ban nhạc indie pop Mỹ Foster the People được thu âm cho album phòng thu thứ hai của họ, Supermodel. Bài hát được sáng tác bởi Mark Foster, Cubbie Fink, Sean Cimino, và Isom Innis, cùng với nhà sản xuất âm nhạc người Anh Paul Epworth. "Coming of Age" được phát hành làm đĩa đơn đầu tiên từ Supermodel tại Mỹ vào ngày 14 tháng 1 năm 2014.

## Danh sách bài hát
| Tải kỹ thuật số | Tải kỹ thuật số | Tải kỹ thuật số                                                | Tải kỹ thuật số | Tải kỹ thuật số |
| STT             | Nhan đề         | Sáng tác                                                       | Sản xuất        | Thời lượng      |
| --------------- | --------------- | -------------------------------------------------------------- | --------------- | --------------- |
| 1.              | "Coming of Age" | Mark Foster, Isom Innis, Jacob Fink, Sean Cimino, Paul Epworth | Epworth, Foster | 4:40            |

## Bảng xếp hạng
| BXH (2014)                                  | Vị trí cao nhất |
| ------------------------------------------- | --------------- |
| Canada (Canadian Hot 100)                   | 69              |
| Cộng hòa Séc (Rádio Top 100)                | 38              |
| Japan (Japan Hot 100)                       | 44              |
| Slovakia (Rádio Top 100)                    | 89              |
| UK Singles (Official Charts Company)        | 158             |
| US Billboard Bubbling Under Hot 100 Singles | 3               |
| US Adult Alternative Songs (Billboard)      | 2               |
| US Alternative Songs (Billboard)            | 4               |
| US Rock Songs (Billboard)                   | 14              |

## Tham gia thực hiện
Foster the People
- Cubbie Fink – bass, hát bè
- Mark Foster – hát chính, guitar, keyboards
- Mark Pontius – trống, bộ gõ, hát bè

## Lịch sử phát hành
| Nước   | Ngày                | Định dạng       | Nhãn             |
| ------ | ------------------- | --------------- | ---------------- |
| Hoa Kỳ | 14 tháng 1 năm 2014 | Tải kỹ thuật số | Columbia Records |
| Anh    | 16 tháng 3 năm 2014 | Tải kỹ thuật số | Columbia Records |

| Nước   | Ngày                | Định dạng Radio                 | Nhãn             |
| ------ | ------------------- | ------------------------------- | ---------------- |
| Hoa Kỳ | 14 tháng 1 năm 2014 | Modern rock / alternative radio | Columbia Records |
| Hoa Kỳ | 20 tháng 1 năm 2014 | Triple A radio                  | Columbia Records |